# Eidián
Eidián (oficialmente Santiago de Eidián) es una parroquia española del municipio de Golada, perteneciente a la provincia de Pontevedra, en la comunidad autónoma de Galicia. En 2022, tenía empadronados 106 habitantes.